# 布里姆菲爾德 (印地安納州)
布里姆菲爾德（英語：Brimfield）是位於美國印地安納州諾布爾縣的一個非建制地區。

## 地理
布里姆菲爾德所處的海拔為高於海平面290米（即951英呎），而該地所採用的時區為UTC-5，即北美東部時區（EST）。同時該地設有夏令時間，為UTC-5調快一小時，即UTC-4（EDT）。

## 歷史
布里姆菲爾德得名自位於英格蘭的同名地名。位於布里姆菲爾德的郵政局於1867年開始啟用，但於1986年停止運作。